# Ambina trioculata
Ambina trioculata är en fjärilsart som beskrevs av Sergius G. Kiriakoff 1969. Ambina trioculata ingår i släktet Ambina och familjen tandspinnare. Inga underarter finns listade i Catalogue of Life.